# Hangcsou
Hangcsou (; korábbi romanizált átírás szerint Hangchow, IPA: [xɑŋ˧˥ t͡ʂoʊ̯˥˥], kiejtéseⓘ) Csöcsiang (Zhejiang) tartomány fővárosa és legnagyobb városa, közigazgatásilag szubtartományi szintű város a Jangce deltájában, Kelet-Kínában. A Sanghaj (Shanghai) és Ningpo (Ningbo) városait elválasztó Hangcsoui-öböl (Hangzhoui-öböl) partján terül el. A város körüli agglomeráció a negyedik legnagyobb Kínában, a 2010. évi népszámlálás szerint 21,1 millió lakossal 34585 négyzetkilométeres területen. A szűkebben vett város lakossága 2015-ben 9 millió fő volt. A város gazdaságának húzóereje a technológiai és elektronikus kereskedelmi ágazat, itt van az Alibaba konszern székhelye. 2016-ban itt rendezték meg a G20 országok 11. csúcstalálkozóját.
Hangcsou (Hangzhou) az elmúlt ezer év nagy részében Kína egyik leghíresebb és legvirágzóbb városa volt. A Déli Szung-dinasztia (Song-dinasztia) idején, 1123–1276 között a főváros szerepét töltötte be, ezért Kína történelmi fővárosai közé számít. Akkoriban a világ legnagyobb városa volt. Hangcsou (Hangzhou) nevezetes tájképi szépségeiről is, leghíresebb látványossága a Nyugati-tó (Xī Hú, 西湖).
2015 szeptemberében a város elnyerte a 2022-es Ázsia-játékok rendezésének jogát. Ez lett a harmadik város, amely ezt a jelentős sporteseményt megrendezte, Peking (1990) és Kanton (2010) után.

## Története

### Korai történet
A híres neolitikus Hemudu kultúra területe a várostól mintegy 100 km-re délkeletre helyezkedett el, a mai Jüjao (Yuyao) város területén. Délkelet-Kínában ezen a környéken termesztettek először rizst, mintegy 7000 évvel ezelőtt. Hangcsou (Hangzhou) közvetlen környéke is lakott volt már 5000 évvel ezelőtt. Itt virágzott a jade-faragványairól híressé vált Liangzhu kultúra, amelyet a közeli hasonnevű kisvárosról neveztek el, ahol az első leleteket találták. Az i. e. 1. évezredben a környéken még a nem kínai etnikumú jüe (yue) nép vagy népek éltek, mint a Jangcétól délre fekvő mai Dél-Kína és Észak-Vietnám területén általában. Ezek később túlnyomórészt asszimilálódtak, de önálló nyelvük maradványai hozzájárultak a mai dél-kínai nyelvjárások sokszínűségéhez.
Magát Hangcsou (Hangzhou) városát 2200 évvel ezelőtt, a Csin-dinasztia (i. e. 221–i. e. 207) (Qin-dinasztia (i. e. 221–i. e. 207)) idején alapították, de a városfalat csak 591-ben, a Szuj-dinasztia (Sui-dinasztia) (581-618) idején emelték. A város nevének második eleme, a 州 (csou (zhou)) írásjel közigazgatási területi egységet, illetve az annak központját adó várost is jelöli. (Hasonló a helyzet Kanton kínai nevével: Kuangcsou (Guangzhou), illetve Fucsou (Fuzhou) esetében is.) Hangcsou (Hangzhou) ezt a nevet 589-ben kapta, amikor Hang körzet székvárosa lett, és ezzel együtt engedélyt kapott arra, hogy fallal vehesse körül a települést, ami 591-re készült el. A város a kínai Nagy-csatorna déli végpontjánál fekszik. A csatorna északi vége Pekingnél van. A korabeli gazdaság számára rendkívül fontos vízi utat több évszázadon át építették, de már 609-re elérte teljes hosszát.

### A Tang-dinasztia kora
A Tang-dinasztia idején, a 820-as években Po Csü-ji (Bai Juyi) költő volt a kormányzója. Ő építtetett a Nyugati-tavon át egy töltést, ami fűzfákkal szegélyezve kellemes sétaútként is szolgált. A ma is meglévő építmény a költő nevét viseli.
Hangcsou (Hangzhou) volt a fővárosa a kis Vujüe (Wuyue) királyságnak 907 és 978 között, az öt dinasztia és a tíz királyság korában. Akkoriban Hszifu (Xifu) volt a neve, és a 10. században Dél-Kínának nemcsak egyik igazgatási, hanem kulturális központja is volt Nanking (Nanjing) és Csengtu (Chengdu) mellett. Vujüe (Wuyue) uralkodói támogatták a művészeteket, különösen a buddhista templomok építését és díszítését. Korának egyik kozmopolita központja volt, kulturális és diplomáciai kapcsolatai nem korlátozódtak a több kínai államra, hanem elértek Japánig, Koreáig és a kitajok államáig.
1089-ben, amikor Szu Si (Su Shi) (Szu Tung-po (Su Dongpo)), a költő volt a város kormányzója, Po Csü-ji (Bai Juyi)-re is emlékezve ő is építtetett egy töltést a Nyugati-tavon át, de háromszor olyan hosszút és szélesebbet. Ő is ültettetett fűzfákat a töltés szélére. Az erre a célra kirendelt 200.000 munkás a 2,8 km hosszú, a tó üledékéből emelt gáton utat is épített. Feljegyezték, hogy Csien-lung kínai császár (Qianlong császár), a Csing-dinasztia (Qing-dinasztia) egyik uralkodója különösen szépnek találta ezt az utat tavasszal, a kora reggeli órákban. A tó különben egy tengeri lagúnából alakult ki, a Jangcénak a környéket feltöltő munkája révén. Emberi beavatkozás nélkül már régen elmocsarasodott, utána pedig kiszáradt volna. Csak a folyamatos kotrás tartja meg tónak.
A Tang-dinasztia bukása után következő „öt dinasztia és tíz királyság korszakában” a város először kapott fővárosi rangot, a Vujüe (Wujue) királyság székvárosa volt 907 és 978 között Hszifu (Xifu) néven. Ezért is szerepel Hangcsou (Hangzhou) hagyományosan a „hét kínai ősi főváros” listájában. (Ennél jóval több kínai városnak volt fővárosi rangja a történelem során.) Közigazgatási szerepén túlmenően a 10. században Dél-Kína egyik fontos kulturális központja is volt Nanking (Nanjing) és Csengtu (Chengdu) mellett. A Vujüe (Wujue) királyság uralkodói híres patrónusai voltak a művészeteknek, különösen támogatták a buddhista templomépítészetet. Hangcsou (Hangzhou) ebben az időben kozmopolita várossá vált, tudósokat és művészeket vonzott más kínai államok mellett Japánból és Koreából, valamint a kitajok által létrehozott Liao-dinasztia mandzsúriai államából is.

### A Déli Szung-dinasztia kora

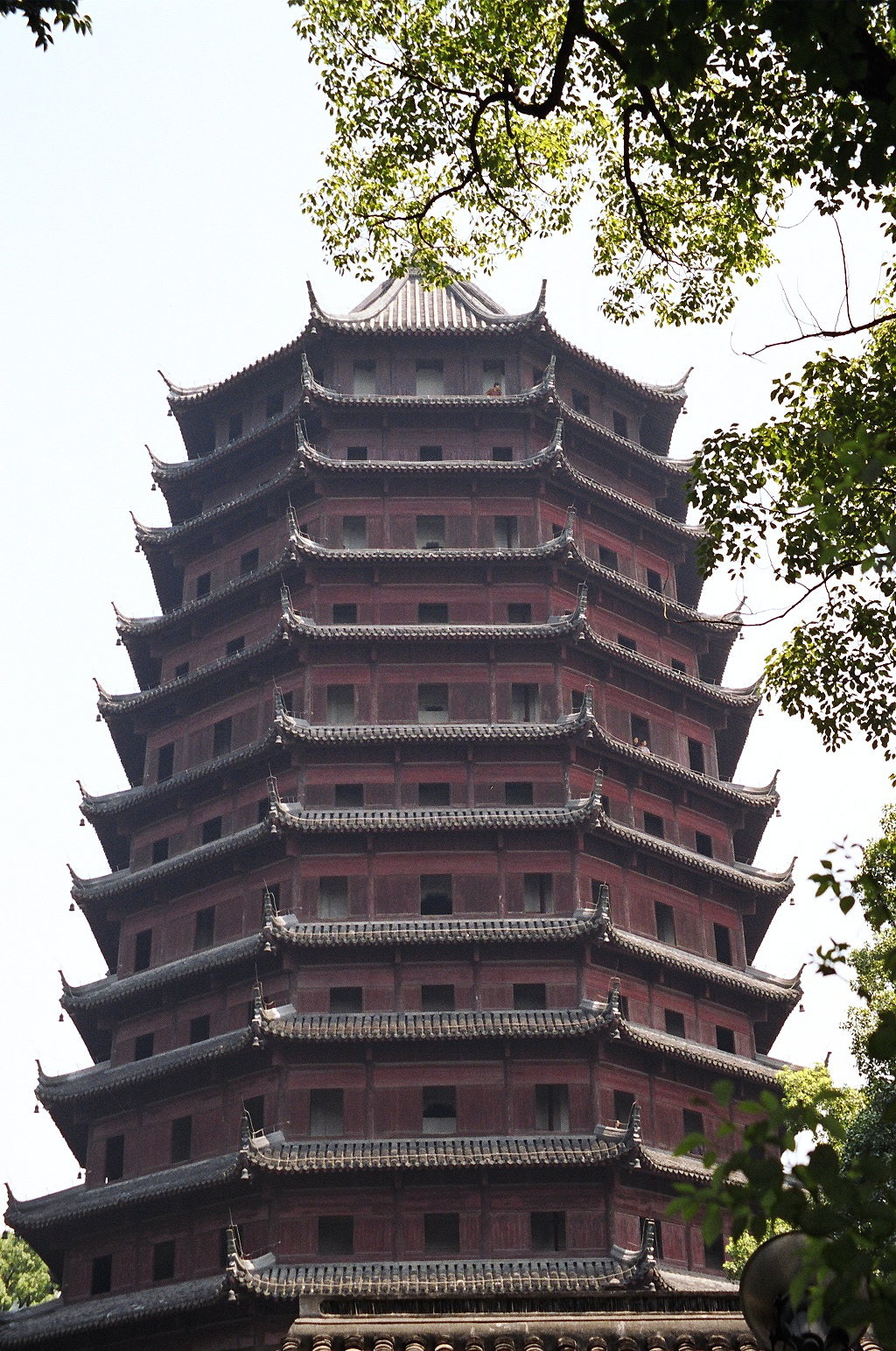
Az 1165-ben, a Szung-dinasztia idején épült Liuhe-pagoda Hangcsouban

Miután a dzsürcsik, illetve az általuk létrehozott Csin-dinasztia (1115–1234) (Qin-dinasztia (1115–1234)) Észak-Kínában győzelmet aratott felettük, a Szung-dinasztia (Song-dinasztia) következő uralkodója Hangcsou (Hangzhou)t választotta fővárosul 1123-ban. A város, amely a Lin'an (臨安) (magyarul „átmeneti nyugalom” – a név találónak bizonyult) nevet kapta, egészen az 1276-os mongol invázióig főváros maradt. Egyaránt a központja volt a császári közigazgatásnak, a kereskedelemnek és a kultúrának, általában a korabeli kínai civilizációnak is, hiszen az ország északi részét egy más etnikum tartotta hatalma alatt.
Számos filozófus, politikus, irodalmár, köztük a kor leghíresebb kínai költői, mint Szu Si (Su Shi) (苏轼), Lü Ju (Lu You) (陆游), és Hszin Csicsi (Xin Qiji) (辛弃疾) éltek és alkottak itt. Hangcsou a szülőhelye és végső nyughelye Sen Kuo (Shen Kuo)nak, a híres polihisztor tudósnak is. (i. sz. 1031-1095), sírja a város Jühang (Yuhang) kerületében található.
A Déli Szung (Song) virágzása idején a gazdasági fellendülés, az északi menekültek beáramlása, a hivatalok és a katonai létesítmények szaporodása nagyarányú népességnövekedéshez vezetett. A város jóval túlterjedt 9. századi védművein. 1270-ből származó hivatalos népszámlálási adatok szerint a városban 186.330 család élt; ez az adat azonban valószínűleg nem vette számba a katonákat, illetve a lakhatási engedély nélkül ott-tartózkodóakat. Mértékadó modern becslések egy és két millió közé teszik a tényleges lakosok számát a 13. században. Nagy valószínűséggel Hangcsou (Hangzhou) volt a világ legnépesebb városa 1180. és 1315. valamint 1348 és 1358. között.
A velencei Marco Polo a 13. század végén jutott el Hangcsou (Hangzhou)ba. Beszámolójában a várost „minden kétségen felül a világ legkifinomultabb és legnemesebb városának” nevezi. Feljegyzéseiben a város nevét Kinsay (vagy Kinsai) formában adja meg, ami kínai nyelven egyszerűen fővárost jelentett. (Marco Polo a perzsák által használt változatban alkalmazta ezt a szót.) A korabeli gyakorlatnak megfelelően azonban túlzások is voltak könyvében, hiszen száz mérföld átmérőjűnek írta le a várost és 12.000 kőhidat említett.
Ibn Battúta, a híres 14. századi marokkói arab utazó is eljutott a városba és arról azt írta, hogy a legnagyobb város, amit valaha is látott.
A faházakkal sűrűn beépített település gyakran vált tűzvészek áldozatává. Kisebb tüzek minden évben pusztítottak, de a feljegyzések szerint 1132, 1137, 1208, 1229, 1237, és 1275 években különös nagy volt a veszteség. 1237-ben 30.000 (köztük sok emeletes) épület pusztult el. A kormányzat részletes tűzvédelmi terv kidolgozásával vette fel a harcot e csapások ellen, 3000 katona állandó feladata lett a tűzvédelem.
Hangcsou (Hangzhou)t 1276-ban foglalták el Kubiláj kán mongol csapatai, három évvel a Szung (Song) birodalom teljes összeomlása előtt. A mongolok által alapított új Jüan-dinasztia (Yuan-dinasztia) áthelyezte a fővárost Pekingbe, aminek neve akkor Dadu volt, illetve Marco Polónál Cambuluc néven szerepel.

### A város a Ming-dinasztia idején és később
Hangcsou (Hangzhou) a Ming-dinasztia idejének derekáig fontos kikötő város maradt, de később, a kikötő feltöltődése miatt, háttérbe szorult.
A 16. és a 17. században a város a kínai zsidóság fontos centruma volt.
A Tajping-felkelés idején a lázadók 1856-ban és 1860-ban is elfoglalták a várost és nagy rombolásokat okoztak.
A Kínai Köztársaság idején a város 1928 és 1949 között a Kuomintang-kormány ellenőrzése alatt volt. 1949. május 3-án lépett a Kínai Népi Felszabadító Hadsereg a város területére és helyezte azt kommunista fennhatóság alá.
Teng Hsziao-ping (Deng Xiaoping) 1978-ban kezdődött reformpolitikája nyomán Hangcsou (Hangzhou) kamatoztatni tudta kedvező fekvését a Jangce torkolatvidékén, gyors fejlődésnek indult és a 2000-es évek Kínájának egyik virágzó városa lett.

## Népesség
| 2020 | 11 936 010 |

## Földrajza és éghajlata
Hangcsou (Hangzhou) Kelet-Kínában, Csöcsiang (Zhejiang) tartomány északi részén helyezkedik el, a Jangce folyó alsó szakaszánál elterülő síkságon, a Nagy-csatorna déli végénél. A tartományon belül Hangcsou (Hangzhou) körzete nyugaton Anhuj (Anhui) tartomány hegyes vidékével határos, keleten pedig a Hangcsou (Hangzhou)-öböl menti síkságra terjed ki. A város központja a Nyugati-tó keleti és északi partján épült ki, a Csientang (Qiantang) folyótól északra.
Éghajlata szubtrópusi monszun jellegű, négy jól megkülönböztethető évszakkal, jellemzően hosszú, esős nyarakkal és rövid, száraz telekkel (időnként havazás is előfordul). Az éves átlaghőmérséklet 17 °C, az évi csapadék átlagos mennyisége 1450 mm. A nyári monszun esői májusban érkeznek meg. Augusztusban tájfunok is lehetségesek, de inkább csak mellékhatásaik – viharos szél és sok csapadék – érik el a várost.
| Hónap                         | Jan. | Feb. | Már. | Ápr. | Máj. | Jún. | Júl. | Aug. | Szep. | Okt. | Nov. | Dec. | Év   |
| ----------------------------- | ---- | ---- | ---- | ---- | ---- | ---- | ---- | ---- | ----- | ---- | ---- | ---- | ---- |
| Átlagos max. hőmérséklet (°C) | 8,0  | 9,0  | 13,7 | 20,2 | 25,1 | 28,4 | 33,1 | 32,6 | 27,4  | 22,4 | 16,9 | 10,8 | 20,7 |
| Átlagos min. hőmérséklet (°C) | 1,0  | 2,0  | 6,0  | 11,8 | 16,8 | 21,0 | 24,9 | 24,5 | 20,3  | 14,5 | 8,7  | 2,9  | 12,9 |
| Átl. csapadékmennyiség (mm)   | 59   | 88   | 115  | 130  | 159  | 185  | 129  | 145  | 171   | 89   | 58   | 48   | 1376 |
| Forrás: Világmeteorológia     |      |      |      |      |      |      |      |      |       |      |      |      |      |

## Közigazgatás

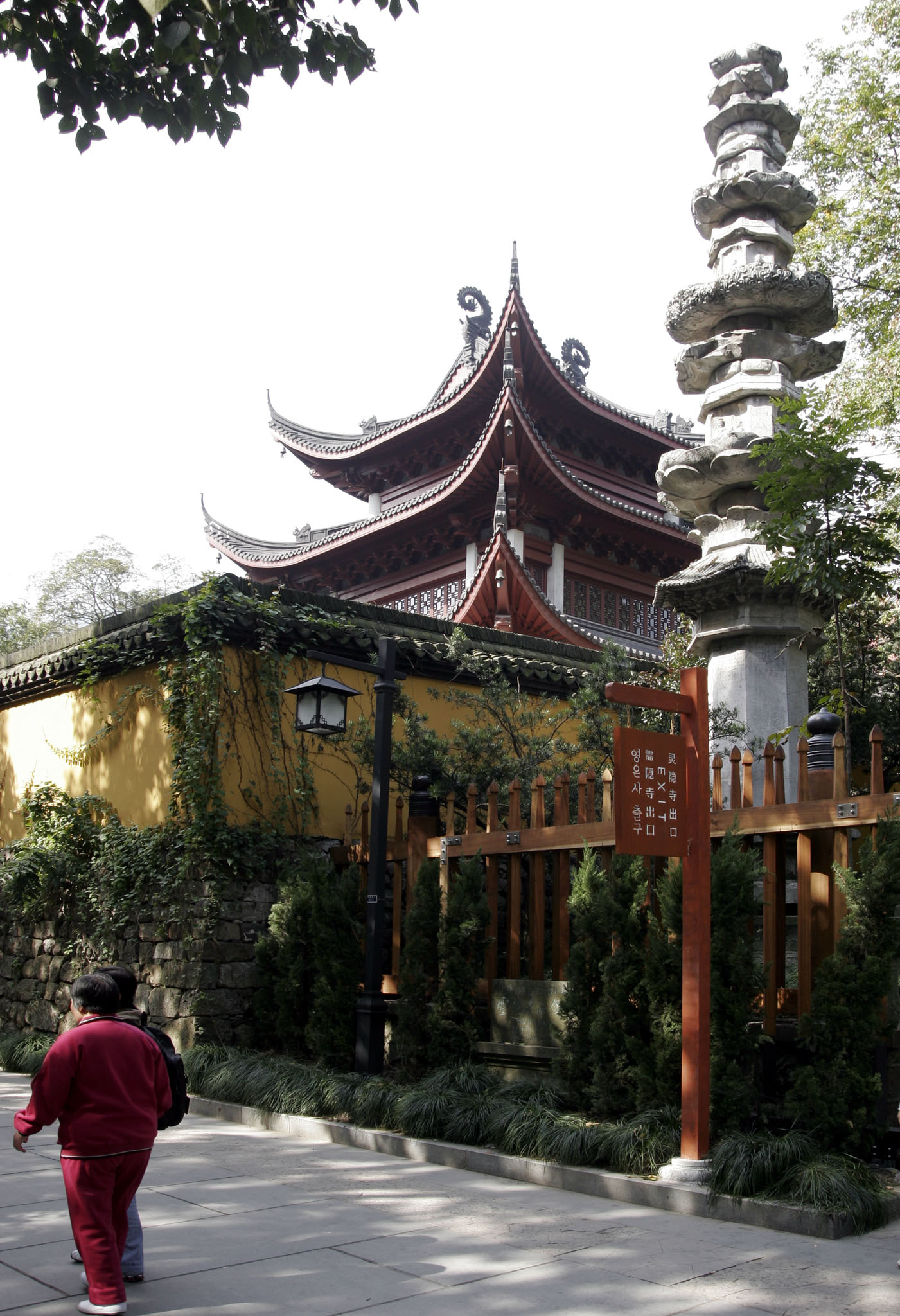
A Lingyin templom

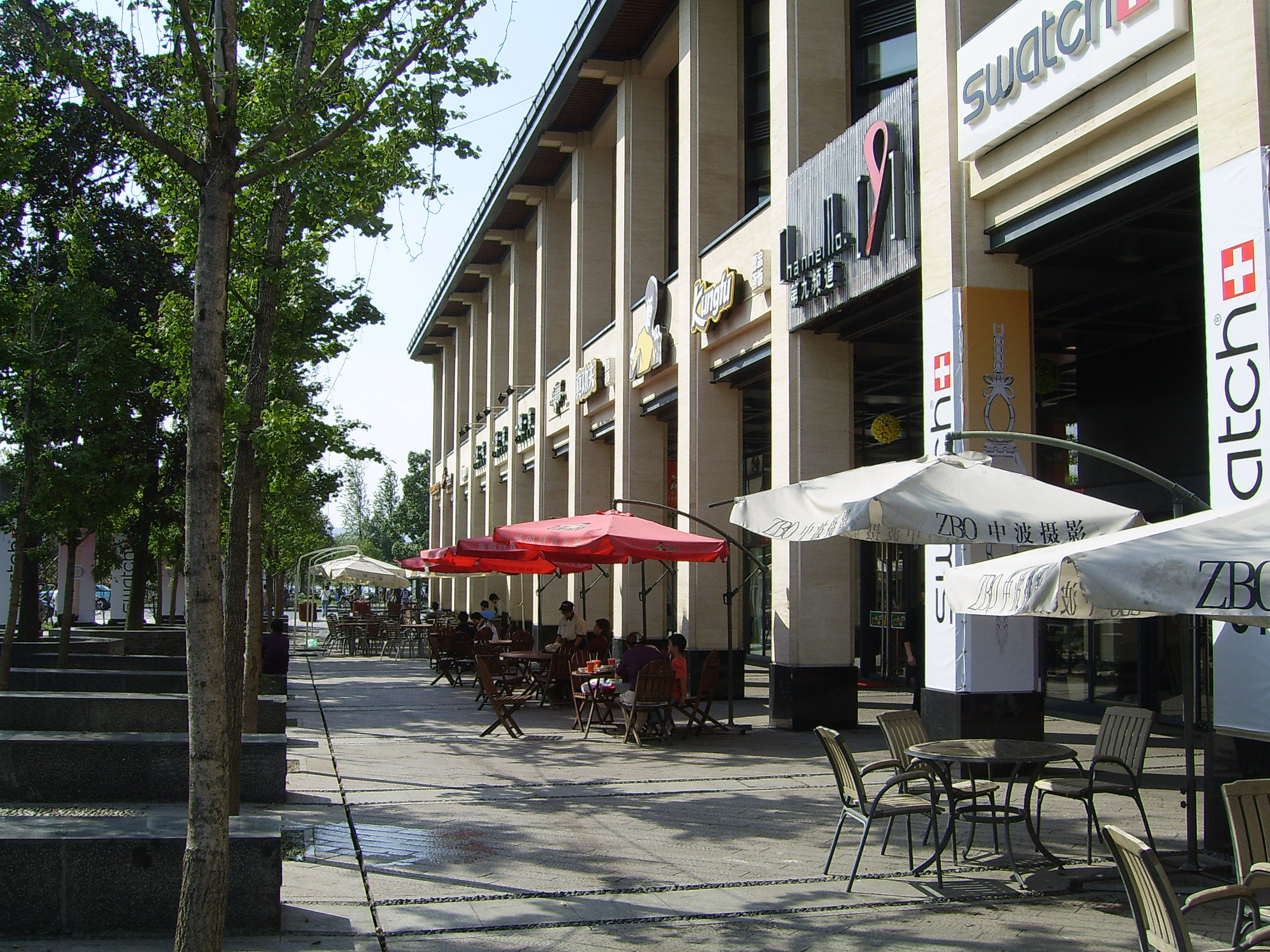
Bárok egy hangcsou (hangzhou)i utca mentén

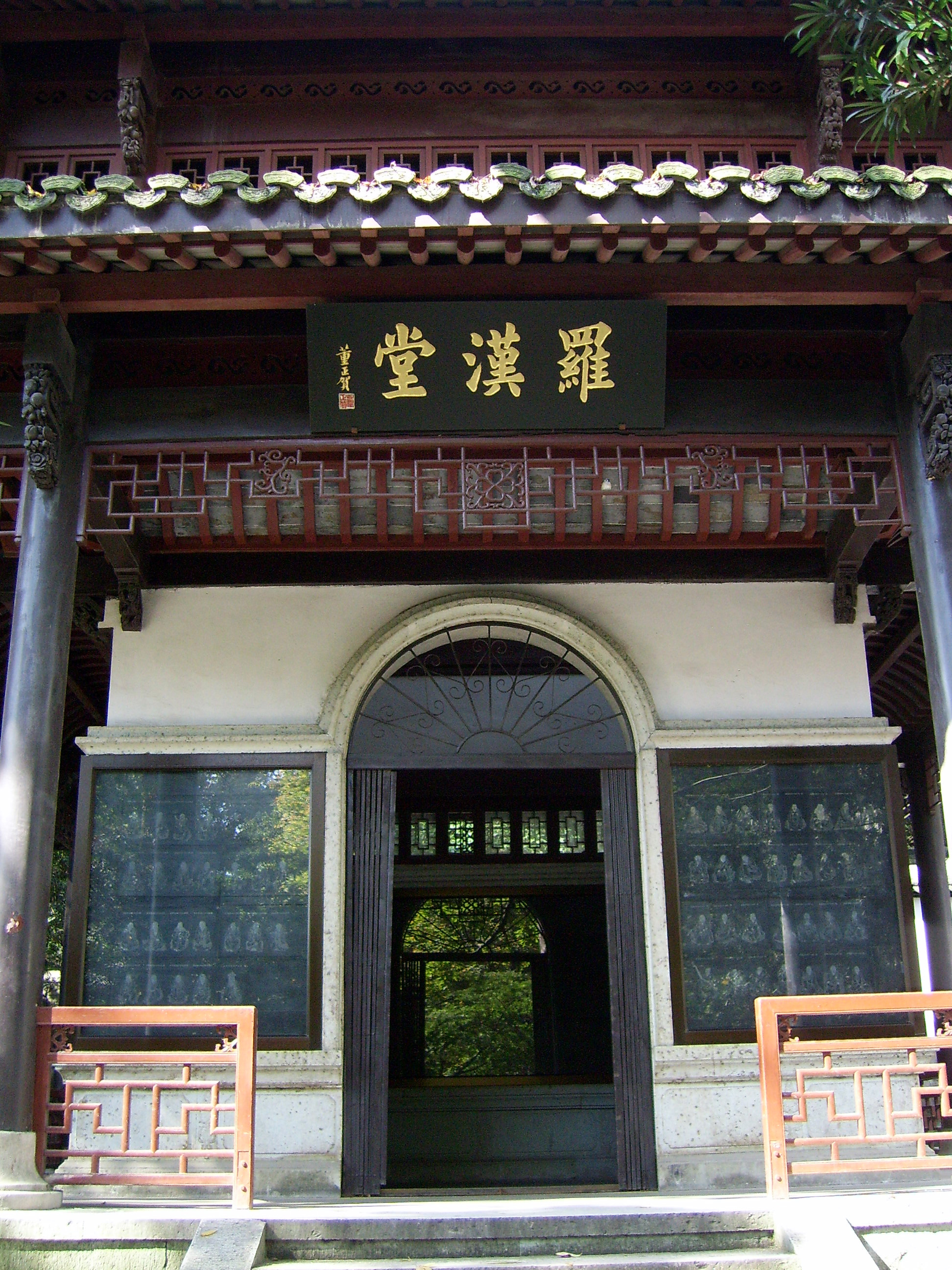
Luohan Tang (Arhat-csarnok, buddhista templomll)

Hangcsou (Hangzhou) közigazgatásilag nyolc városi körzetből (区 qu), , két járásból (县 xian) és 3 járási jogú városból (市 shi) áll. Ezek a következők:
Városi körzetek:
- Sangcseng (Shangcheng) (上城区 = „Felsőváros”), 18,3 km², 362 000 lakos;
- Hsziacseng (Xiacheng) (下城区 = „Alsóváros”), 31,46 km², 405 000 lakos;
- Csiangkan (Jianggan)  (江干区), 210,22 km², 404 000 lakos;
- Kungsu (Gongshu)  (拱墅区), 87,49 km², 288 000 lakos, a városi kormányzat székhelye;
- Hszihu (Xihu) (西湖区), 308,7 km², 628 000 lakos;
- Pincsiang (Binjiang) (滨江区), 72,02 km², 131 000 lakos;
- Hsziaosan (Xiaoshan) (萧山区), 1420 km², 1 177 000 lakos;
- Jühang (Yuhang)  (余杭区), 1223,56 km², 832 000 lakos;

Járások:
- Tunglu (Tonglu) (桐庐县), 1825 km², 395 000 lakos;
- Csunan (Chun’an) (淳安县), 4427 km², 453 000 lakos, székhely: Csiantaohu (Qiandaohu) (千岛湖镇);

Járási jogú városok:
- Csientö (Jiande) (建德市), 2321 km², 508 000 lakos;
- Fujang (Fuyang) (富阳市), 1831,2 km², 628 000 lakos;
- Linan (Lin’an) (临安市), 3126,8 km², 519 000 lakos.

| Térkép                                  | Körzetek | kínai írással |
| --------------------------------------- | -------- | ------------- |
| Városi körzetek                         |          |               |
| ■ Kungsu (Gongshu)                      | 拱墅区   |               |
| ■ Hsziacseng (Xiacheng)                 | 下城区   |               |
| ■ Sangcseng (Shangcheng)                | 上城区   |               |
| ■ Csiangkan (Jianggan)                  | 江干区   |               |
| ■ Hszihu (Xihu)                         | 西湖区   |               |
| ■ Pincsiang (Binjiang)                  | 滨江区   |               |
| ■ Jühang (Yuhang)                       | 余杭区   |               |
| ■ Hsziaosan (Xiaoshan)                  | 萧山区   |               |
| Járási jogú városok                     |          |               |
| ■ Linan (Lin’an)                        | 临安市   |               |
| ■ Fujang (Fuyang), Csöcsiang (Zhejiang) | 富阳市   |               |
| ■ Csientö (Jiande)                      | 建德市   |               |
| Járások                                 |          |               |
| ■ Tunglu (Tonglu)                       | 桐庐县   |               |
| ■ Csunan (Chun’an)                      | 淳安县   |               |

## Gazdaság
Hangcsou (Hangzhou) 1992-től nagy gazdasági növekedésnek indult. A hagyományosan fejlett könnyű- és textilipari ágazatok mellett a kínai partvidék fontos feldolgozóipari bázisává és szállítási csomópontjává fejlődött.
2001 és 2008 között a város több mint megháromszorozta gazdasági termelési értékét. Az egy főre jutó GDP a városban 3025 USD-ről 10 968-ra nőtt.
Az újonnan fejlődő iparágak között van a gyógyszergyártás, az informatika, a nehézgépgyártás, gépkocsialkatrész-gyártás, elektronika, telekommunikáció, élelmiszer-feldolgozás.

### Gazdasági és technológiai fejlesztési övezetek
A gazdasági fejlődés felgyorsulásában nagy szerepet játszottak a központi állami döntés alapján létrehozott gazdasági fejlesztési övezetek. (A körzetek nevét a kínaiak által használt angol formában közöljük.)
- Hangzhou Economic & Technological Development Zone

Ezt az övezetet 1993-ban hozták létre 104,7 km²-en Csöcsiang tartomány keleti részén, alig félórás autóútra Sanghajtól, Szucsoutól és Ningpótól. Az ösztönzött iparágak az elektronikus információs technika, az orvosbiológia, a gépgyártás és az élelmiszer-feldolgozás voltak.
- Hangzhou Export Processing Zone

Az exportra termelő feldolgozóipari övezetet 2000 áprilisában hozták létre, 2,92 km²-en a repülőtér (Hangzhou Xiaoshan International Airport) és a kikötő közelében.
- Hangzhou Hi-Tech Industrial Development Zone

A Hi-Tech Zone-t 1991 márciusában alapították, fő részei a Zhijiang Sci-Tech Industrial Park és a Xiasha Sci-Tech Industrial Park.

## Közlekedés
Hangcsou (Hangzhou) repülőtere a Hangcsou Hsziaosan nemzetközi repülőtér, amelynek amellett, hogy a hazai repülőtér-hálózat fontos része, sok nemzetközi kapcsolata is van. Közvetlen járatokat üzemeltet Amszterdamba, Japánba, Koreába, Malajziába és Szingapúrba.

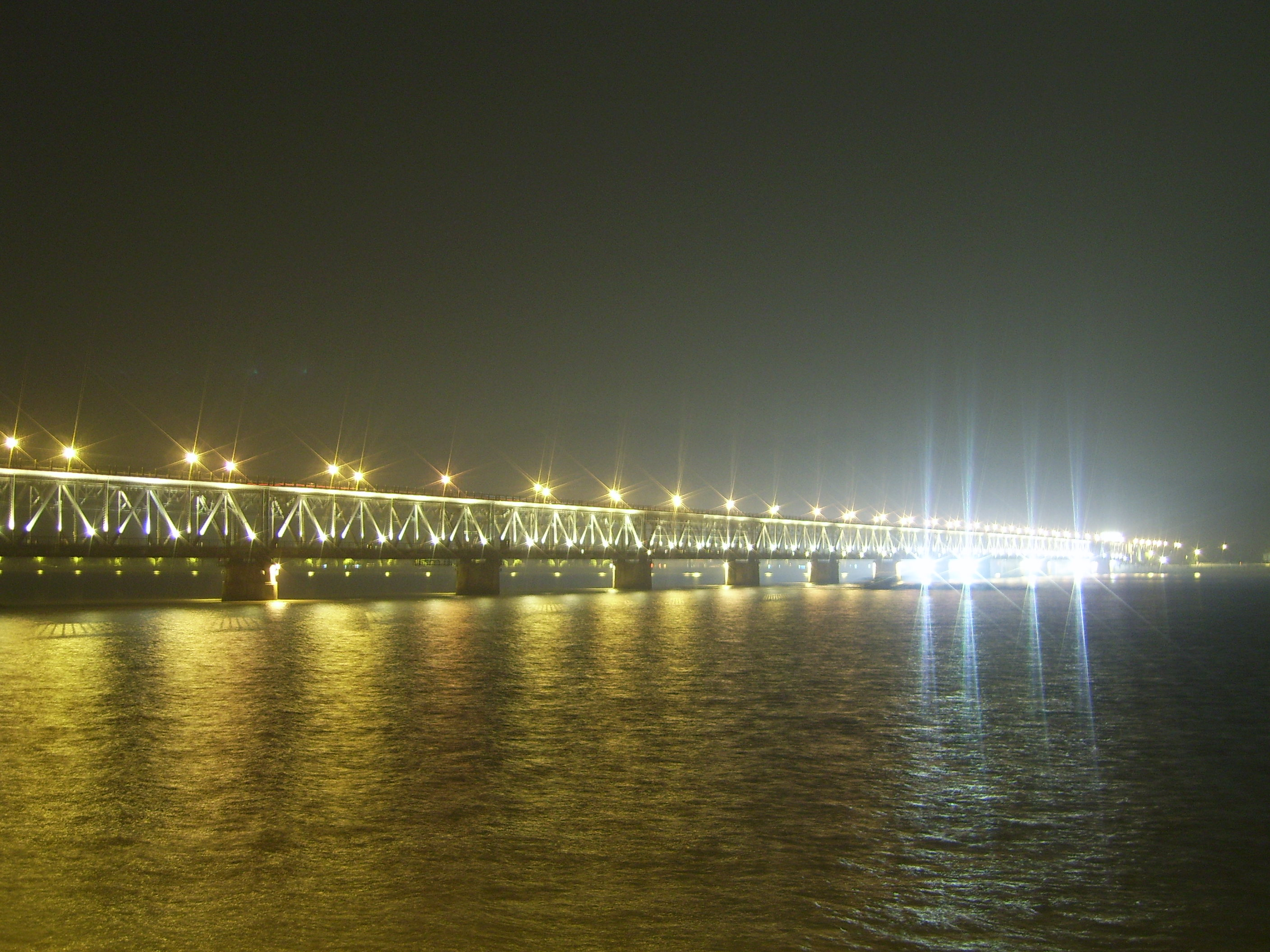
A Qiantang folyó hídja

A város központi vasútállomása a Hangcsou pályaudvar, amit röviden „városi állomásnak” (城站) neveznek. Innen közvetlen vonatok indulnak sok kínai nagyvárosba. Sanghaj a Sanghaj–Hangcsou nagysebességű vasútvonalon 2010 óta 45 perc alatt érhető el a korábbi 78 perces menetidő helyett. Emiatt a sokáig vitatott Sanghaj–Hangcsou maglev vasút megépítése feleslegessé vált.
A város fontos csomópontja helyi és távolsági buszjáratoknak. A városi tömegközlekedés főleg a busz- és trolibuszjáratok sűrű hálózatából áll. Mint minden kínai városban, rengeteg a kerékpár és a robogó a forgalomban és a kerékpárutakon. Jól kiépített kerékpárkölcsönző rendszer is működik.
A 2000-es években modernizált taxiközlekedés, Hyundai és Volkswagen Passat gépkocsikkal, a legjobbak közé tartozik az országban.
A városban metró is működik.

## Turizmus

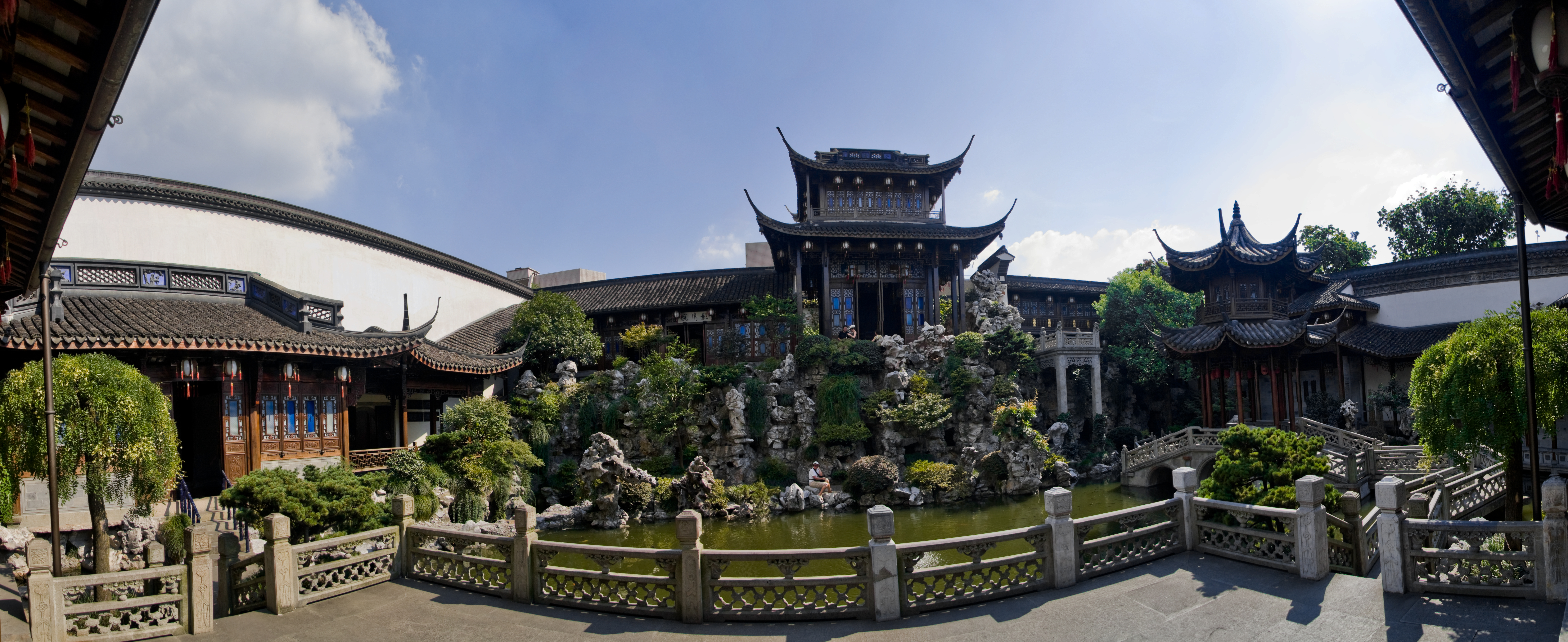
Hu Xueyan rezidencia, történelmi lakóház Hangcsou (Hangzhou)ban

Hangcsou (Hangzhou) híres történelmi emlékhelyeiről és természeti szépségeiről. Kína tíz legszebb városa között tartják számon. Az utóbbi évtizedek nagyarányú urbanizációs fejlődése ellenére sikerült megőriznie értékeit. Az idegenforgalom ma a város gazdaságának fontos ágazata. A Sanghajba érkező turistacsoportok túlnyomó része Hangcsou (Hangzhou)ba (és Szucsouba) is ellátogat.
Hangcsou (Hangzhou) egyik legnépszerűbb látványossága a 6 km²-es (600 hektáros) Nyugati-tó. Környékén találhatók a város legfontosabb történelmi emlékei és látnivalói, pagodák, kulturális emlékek, dombok, kilátóhelyek összesen mintegy 50 km²-es területen. A tavon két töltésút vezet át.

### Látnivalók a Nyugati-tó közelében
- Csingce-templom (Jingci-templom) (净慈寺) a tótól délre.
- Lingyin-templom (灵隐寺 „A lélek pihenője”) körülbelül 2 km-re nyugatra a tótól. Valószínűleg a legrégebbi buddhista templom a városban. Sok rombolásom és felújításon esett át.

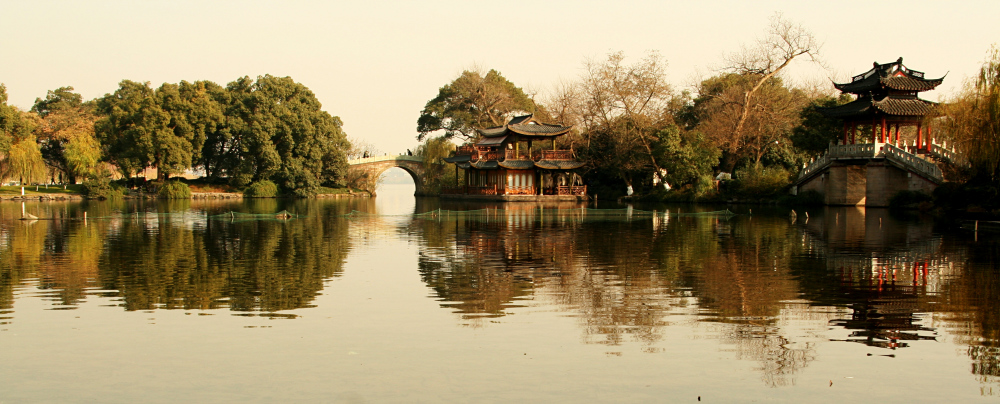
A hangcsou (hangzhou)i pagoda-híd

- Baochu-pagoda (保俶塔) a tótól északra, a Drágakő-hegy (宝石山) tetején.
- Yue-Wang-templom (岳王庙, "Yue király temploma") vagy Yue Fei Miao a tó északnyugati partján van. Eredetileg 1221-ben épült Yue Fei tábornok emlékére, aki politikai üldöztetés áldozata lett.

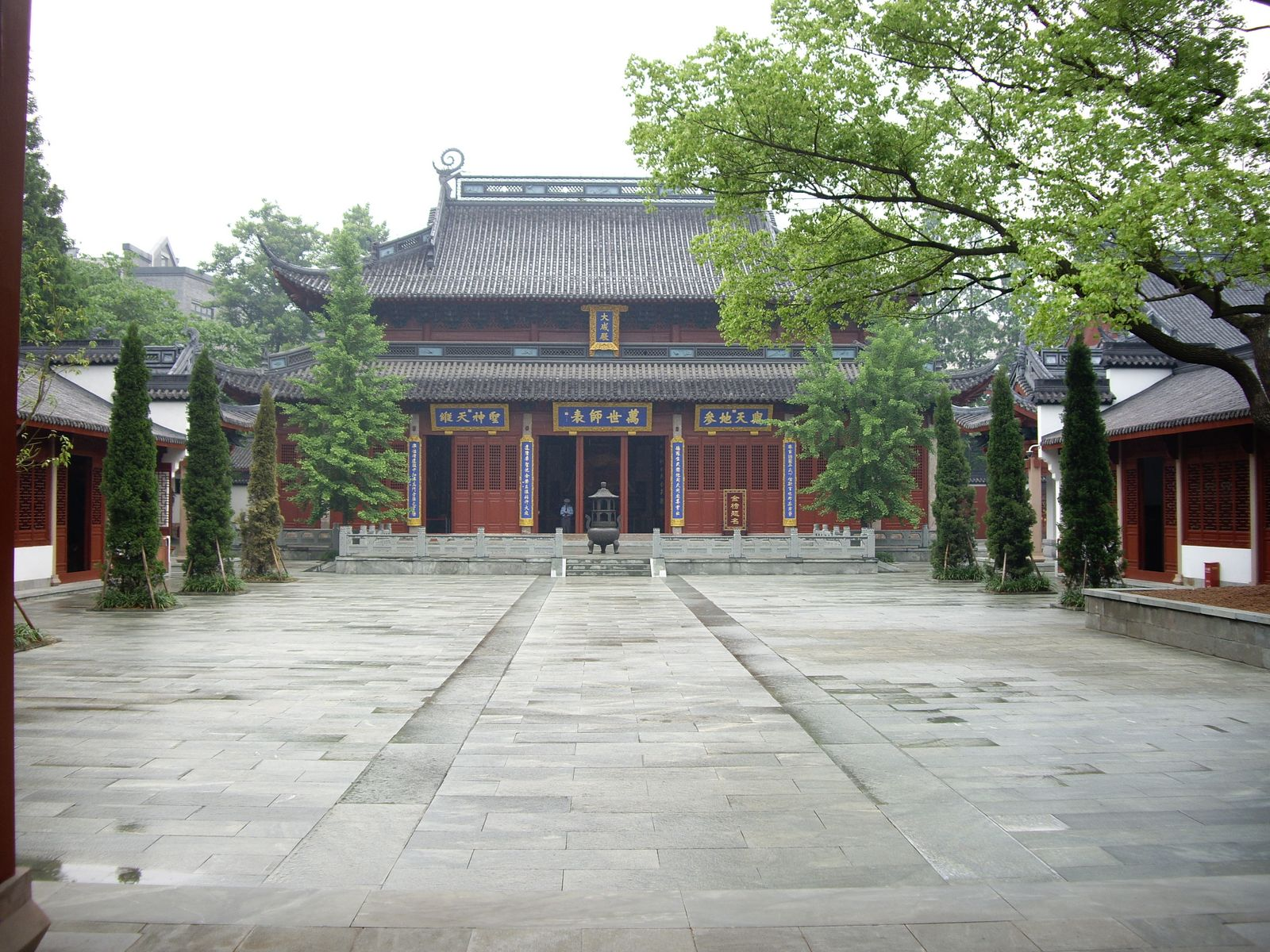
Konfuciusz temploma

- Leifeng-pagoda

### Más, érdeklődésre számot tartó helyek
- A világ legnagyobb dagályhulláma rohan fel a Csientang folyón a városon keresztül a tenger felől dagály idején. Magassága elérheti a 12 métert.
- Hu Xueyan (胡雪岩故居) üzletember háza 1872-ből a Yuanbao úton. Restauráció után 2001-ben nyitották meg a közönség előtt.
- Liuhe-pagoda vagy a Hat Harmónia pagodája a Yuelun hegyen a Qiantang folyó északi partján.
- Konfuciusz temploma
- Chenghuang-templom és környéke

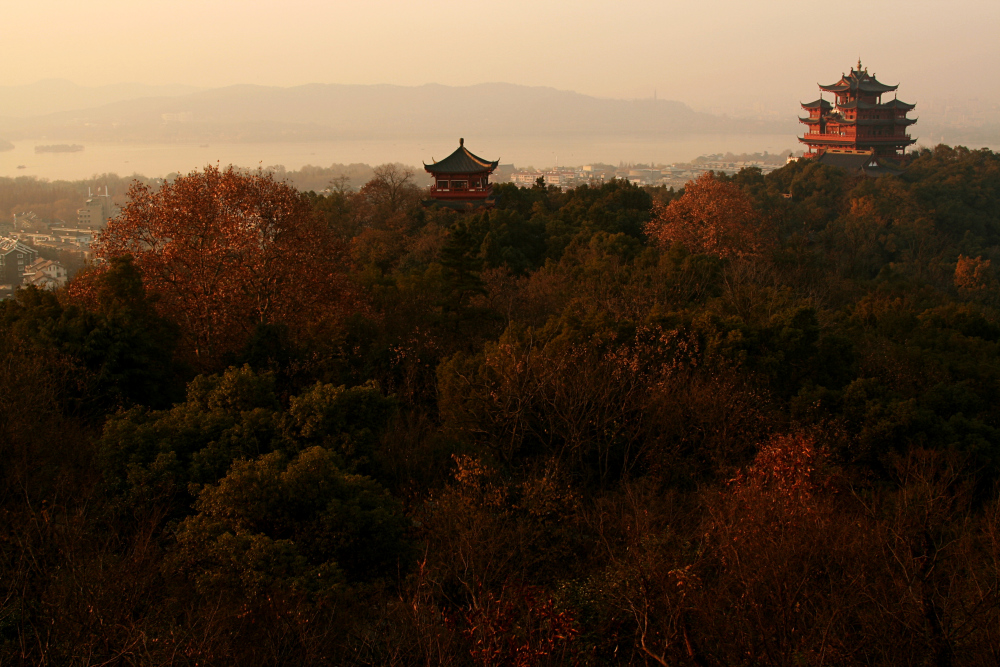
Kilátás a Chenghuang pagoda mellől

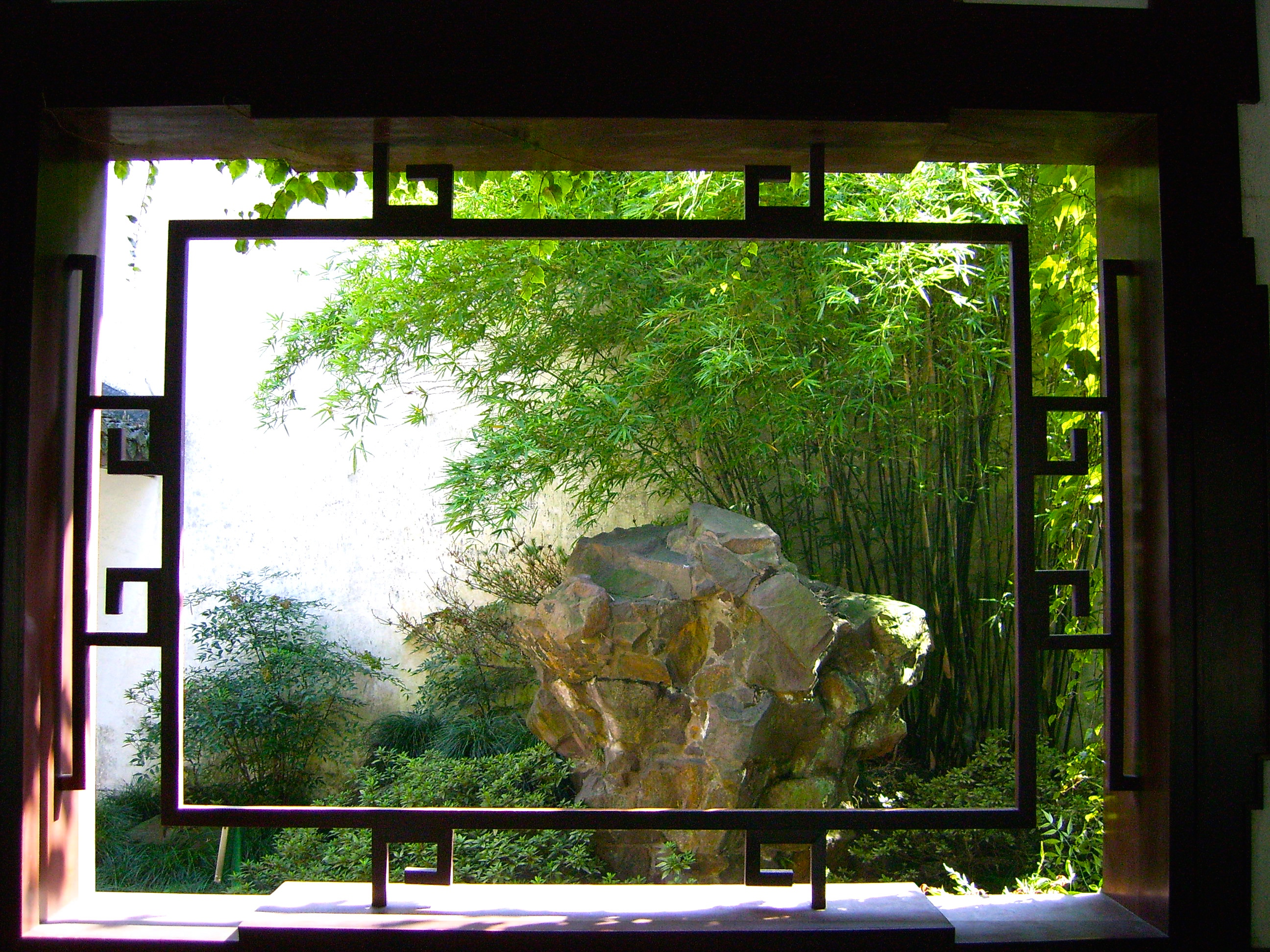
Tipikus dekoratív kerti ablak Hangcsou (Hangzhou)ban

- A Szeplőtelen fogantatás temploma, az egyik legrégebbi katolikus templom Kínában, mintegy 400 éves.
- Fenghuang-mecset, (凤凰清真寺) Kína egyik legrégebbi mecsete. A jelenlegi épület a Xihu út (西湖大道) és a Központi Zhongshan út (中山中路) kereszteződésénél 700 éves múltra tekint vissza.
- Xixi nemzeti park, a vizes élőhelyek megőrzésére alapították, 10 km²-en terül el.
- Hangcsou (Hangzhou)  botanikus kertje.
- Hangcsou (Hangzhou)  állatkertje.
- Jade források (Yu Quan)
- A West Lake Cultural Square nevű épület a legmagasabb a városban: itt kapott helyet a tartományi természetrajzi, valamint tudományos és technológiai múzeum.

## Hangcsou(Hangzhou)egyetemi rangú felsőoktatási intézményei
- Zhejiang University (浙江大学) (alapítva 1897-ben)
- Kínai Művészeti Akadémia, China Academy of Art (中国美术学院) (alapítva 1928-ban)
- Zhejiang University of Technology (浙江工业大学) (1953)
- Zhejiang Gongshang University (浙江工商大学)
- Hangzhou Dianzi University (杭州电子科技大学)
- Zhejiang Forestry University (浙江林学院)
- Zhejiang Sci-Tech University (浙江理工大学)
- Zhejiang University of Science and Technology (浙江科技学院)
- Zhejiang Chinese Medical University (浙江中医药大学)
- China Jiliang University (中国计量学院) (alapítva 1978-ban)
- Zhejiang University of Finance and Economics (浙江财经学院)
- Hangzhou Normal University (杭州师范大学)
- Zhejiang University of Media and Communications (浙江传媒学院)
- City College, Zhejiang University (浙江大学城市学院)

## Kultúra
Hangcsou (Hangzhou) és a környező területek lakosai a vu nyelvet beszélik, de ennek is különböző változatai élnek a különböző régiókban. Emellett sokan a mandarin nyelvet is beszélik.
A tea fontos része a helyi kultúrának. A környékről származik a zöld tea egyik nemes változata, a Longjing tea. Az egyik legjobbnak tartott változatát, a Xi Hu Long Jing teát Hangcsou (Hangzhou)ban, Xi Hu körzetben termelik, innen kapta a nevét.
Hangcsou (Hangzhou) hagyományos kézműipara ugyancsak ismert selyméről, esernyőiről és legyezőiről.
A Hangcsou (Hangzhou)i konyhaművészet a csöcsiangi konyha, a nyolc különböző híres kínai konyha egyikének a képviselője.

## A várossal kapcsolatos kínai mondások
„Szüless Szucsou (Suzhou)ban, élj Hangcsou (Hangzhou)ban, egyél Kantonban, halj meg Liucsou (Liuzhou)ban.” (生在苏州, 活在杭州, 吃在广州, 死在柳州)
Szucsou (Suzhou) az ott született híres emberekről, Hangcsou (Hangzhou) a szépségéről, Kanton (Guangzhou) az ételeiről, Liucsou (Liuzhou) pedig a nanmu fából készült koporsóiról volt nevezetes, amelyben állítólag nem indul oszlásnak a test.
„Fent az ég, lent Szucsou (Suzhou) és Hangcsou (Hangzhou).” (上有天堂，下有苏杭)
Ezek a városok földi paradicsomnak tekinthetők.

## Testvérvárosok
Hangcsou (Hangzhou) testvérvárosai
(zárójelben a kapcsolat létrejöttének éve):
| - Gifu, Japán (1979) - Boston, USA (1982) - Baguio, Fülöp-szigetek (1982) - Leeds, Egyesült Királyság (1988) - Fukui, Japán (1989) - Joszu, Dél-Korea (1994) |  | - Nizza, Franciaország (1998) - Paramaribo, Suriname (1998) - Bét Semes, Izrael (2000) - Agadir, Marokkó (2000) - Curitiba, Brazília (2001) |  | - Kazany, Oroszország (2003) - Fokváros, Dél-Afrika (2005) - Oviedo, Spanyolország (2006) - Pisa, Olaszország (2008) - Cancún, Mexikó (2008) |

## Fordítás
Ez a szócikk részben vagy egészben  a   Hangzhou című angol Wikipédia-szócikk ezen változatának fordításán alapul.  Az eredeti cikk szerkesztőit annak laptörténete sorolja fel. Ez a jelzés csupán a megfogalmazás eredetét és a szerzői jogokat jelzi, nem szolgál a cikkben szereplő információk forrásmegjelöléseként.